# Choristoneura fractivittana
Choristoneura fractivittana es una especie de polilla del género Choristoneura, tribu Archipini, subfamilia Tortricinae. Fue descrita científicamente por Clemens en 1865.

## Distribución
Se distribuye por América del Norte: Estados Unidos (Virginia).